# باتیستینی (متروی رم)
باتیستینی (انگلیسی: Battistini) یک ایستگاه زیرزمینی در خط آ در متروی رم است که در تقاطع خیابان ماتیا باتیستینی و خیابان انیو بونیفاتزی واقع در منطقهٔ چهارده رم قرار دارد. این ایستگاه همزمان با ایستگاه‌های دیگر مسیر واله اورلیا – باتیستینی در ۱ ژانویهٔ ۲۰۰۰ و از آن زمان تاکنون، شمالی‌ترین ایستگاه در خط آ متروی رم بوده است.

## خدمات
این ایستگاه دارای خدمات زیر است:
- دسترسی برای معلولین
- ۱۷۷ جایگاه پارکینگ
- گیشه فروش بلیت
- پلهٔ برقی